# Patinoire des Vernets
La Patinoire des Vernets, nota anche con il nome di Les Vernets, è lo stadio del ghiaccio della città di Ginevra, in Svizzera. Ospita le partite casalinghe della squadra locale, il Genève-Servette Hockey Club, militante in Lega Nazionale A.
Lo stadio sorge nel quartiere omonimo della città. Nel 1961 insieme alla Patinoire di Montchoisi di Losanna ospitò le partite del Campionato mondiale di hockey su ghiaccio. Nel corso dei lavori di ristrutturazione, iniziati nel 2009, la capienza totale dell'impianto fu portata da 6.400 a 7.382 spettatori.